# Mehmet Özdilek
Mehmet Özdilek est un footballeur puis entraîneur turc connu sous le surnom de Şifo Mehmet, , né le 1er avril 1966 à Samsun.

## Biographie

### Joueur
Mehmet Özdilek commence sa carrière en tant que footballeur dans l’équipe de football amateur de Ladikspor. Il est ensuite transféré en division 2 à Kahramanmaraşspor. En fin de saison, le club est promu en Türkcell Süper Lig, Mehmet Özdilek jouant un grand rôle dans cette promotion. Son entraîneur lui donne le surnom du grand footballeur belge Scifo, car son style de jeu lui ressemble beaucoup et tout le long de sa carrière on l’appelle Şifo Mehmet.
Avec sa grande performance à Kahramanmaraşspor, il est transféré en 1988 dans l’un des grands clubs de football de Turquie et où il finira sa carrière de footballeur Beşiktaş JK. Il joue treize saisons consécutives avec ce club et il a été toujours choisi dans la première équipe jusqu'à l’arrivée de l’entraîneur gallois John Toshack où il passe une période sur le banc des remplaçants.
Il joue au poste de milieu de terrain et de temps en temps au poste attaquant. Malgré sa petite taille et grâce à son intelligence de jeu, il marque plusieurs buts de la tête. Pour un milieu de terrain, il marque dans la ligue 130 buts en 387 matches. Ce bilan lui rapporte le titre du footballeur au poste de milieu de terrain marquant le plus de buts. Il est le capitaine de Beşiktaş SK pendant ses 3 dernières saisons au club et ne reçoit pendant toute sa carrière qu'un seul carton, un carton rouge
Il remporte avec Beşiktaş JK  quatre Championnat de Turquie de football, quatre Coupe de Turquie de football, quatre Coupe de la Présidence (tr), une Coupe du Conseil de la Présidence (tr) et cinq Coupe de l’Association des Rédacteurs de Sports (tr).
Il compte 31 sélections avec l’équipe de Turquie et 7 fois dans l’équipe de football Olympique de Turquie, au total sélectionné 38 fois.
Mehmet Özdilek a terminé sa carrière professionnelle en tant que footballeur le 4 août 2001 avec un match de Beşiktaş JK contre l’AC Milan dans le stade de BJK İnönü.

### Entraîneur
Il continue sa carrière en tant qu’entraîneur et pour cela il passe une formation d’entraîneur et de langue étrangère en Angleterre pendant un an. Il a fait un stage aux côtés de l’entraîneur du Manchester United Alex Ferguson et de l’entraîneur de Newcastle United Bobby Robson.
Après une courte période en tant qu’entraîneur à Malatyaspor, il devient en juillet 2008  entraîneur adjoint aux côtés de Fatih Terim de l'l’équipe nationale de Turquie.
Après un match des éliminatoires de la Coupe du monde contre l’équipe de Suisse de football le 16 novembre 2005, il met un croche-pied à un footballeur suisse à la suite d'évènements juste après le match et il doit donner sa démission le 24 novembre 2005. Il reçoit alors une pénalité de 12 mois.
Après sa pénalité, il a commencé la saison 2008-2009 en entraînant l’équipe d’Antalyaspor. Mehmet Özdilek a fini avec Antalyaspor le Championnat de Turquie de football à la douzième place avec 40 points donc 10 matchs gagnés, 10 matchs nuls et 14 matchs perdus. Ses joueurs ont marqué 34 buts et encaissés 42 buts.